# Mýrhorod
Mýrhorod (en ucraniano: Миргород, pronunciado /ˈmɪrɦorod/) o Mírgorod (en ruso: Миргород) es una ciudad en el óblast de Poltava, Ucrania. Es el centro administrativo del raión (distrito) homónimo. Está situada sobre el río Jorol (cuenca de río Dniéper) y a 103 kilómetros al noroeste de Poltava. Es un centro de balnearios y de baños de barros. En 2005 su población alcanzaba los 42.700 habitantes.

## Economía
Su economía se basa en la producción de materiales de construcción, fábrica de productos de arte, embotellado de aguas minerales, balneario balneológico y baños de barros.

## Historia
Fue fundada entre siglo XII y el siglo XIII y ha servido como frontera oriental de la Rus de Kiev. Como dice la leyenda, la fortaleza fue un sitio para negociaciones, y por eso han dado el nombre a la ciudad (literalmente, «Ciudad de la Paz»).
La primera mención registrada de Mýrhorod es de una crónica de 1575, cuando Esteban I Báthory la convirtió en una «ciudad de la guardia». En el año 1564 Mýrhorod entró a formar parte del Imperio ruso.
Según cálculos de Ósip Bodianski, en 1865 había en la ciudad 9.842 habitantes, 1.166 casas, 36 tiendas, una escuela laboral, hospital y correos. La mayor parte de la población trabajaba en la agricultura y unas mil personas residían o viajaban a otras ciudades por trabajo. Se contaban 257 obreros y 166 comerciantes, así como doce fábricas industriales, diez de aceite de girasol y dos de ladrillos. 
A finales del siglo XIX se construyó el ferrocarril «Kiev-Mýrhorod».
Cerca de Mýrhorod está el pueblo donde pasó su niñez Nikolái Vasílievich Gógol. En el año 1896 se fundó en Mýrhorod una escuela artística en su honor. En la actualidad, esa escuela está reconocido a nivel nacional como el centro de referencia de la cerámica artística.